# Haus der Kulturen der Welt

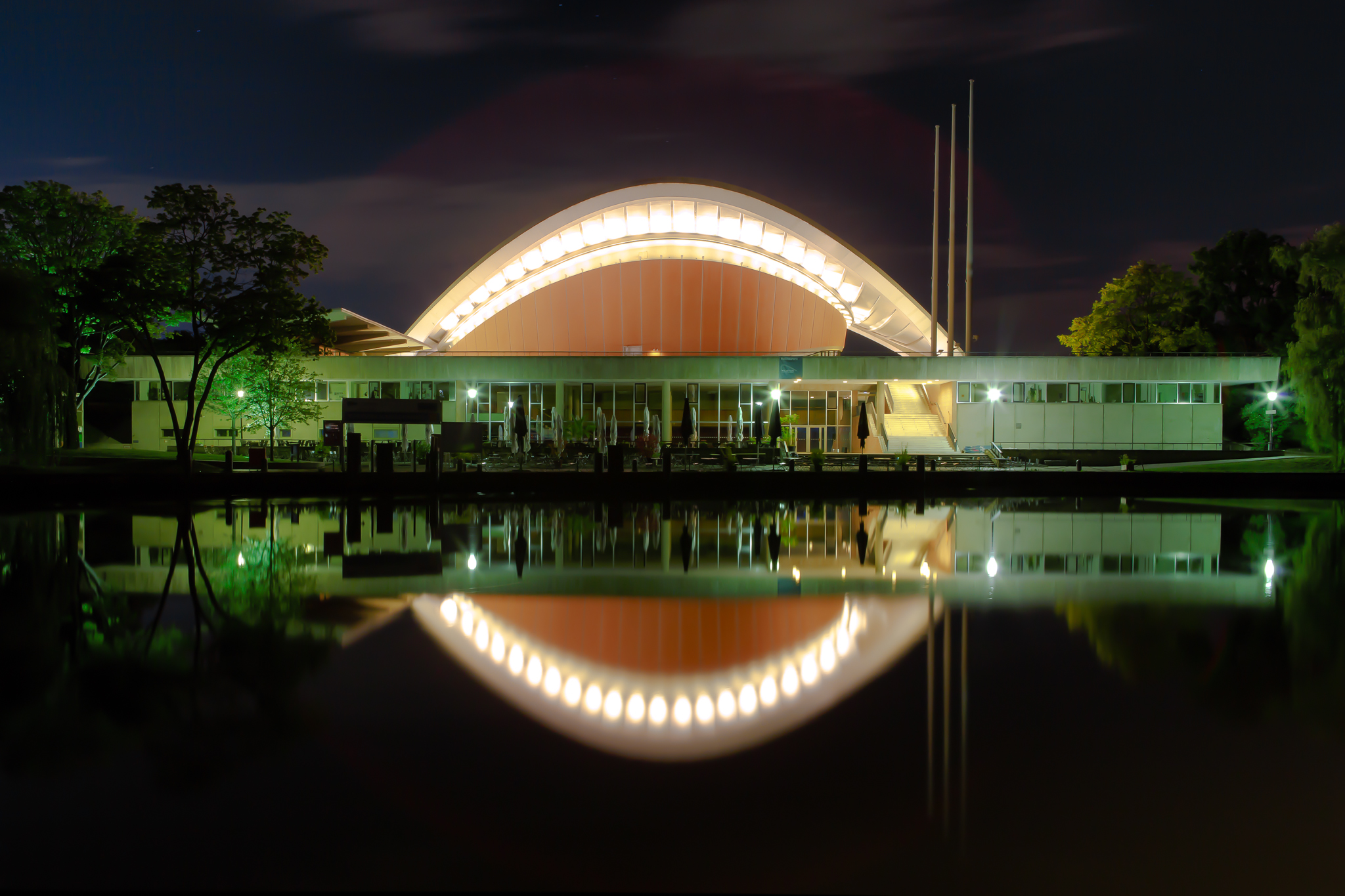
Nachtbeleuchtung am Spree-Ufer, 2013

Das Haus der Kulturen der Welt (HKW) ist ein Ausstellungsort in Berlin für die internationalen zeitgenössischen Künste und ein Forum für aktuelle Entwicklungen und Diskurse. Es präsentiert künstlerische Produktionen aus aller Welt unter besonderer Berücksichtigung nichteuropäischer Kulturen und Gesellschaften.
Das Haus der Kulturen der Welt hat seit seiner Gründung im März 1989 seinen Sitz in der ehemaligen Kongresshalle am Ufer der Spree im Großen Tiergarten und Regierungsviertel. Die Kongresshalle wurde als eine Ikone der architektonischen Moderne zu einem prominenten Symbol für die deutsch-amerikanische Allianz. Im Berliner Volksmund ist das Gebäude in Anlehnung an seine Form auch unter dem Namen „Schwangere Auster“ bekannt.

## Verwaltung
Die Haus der Kulturen der Welt GmbH ist eine Organisation für Kulturveranstaltungen und wurde am 3. November 1988 beim Amtsgericht als Firma angemeldet. Heute ist das Haus Teil des Unternehmens Kulturveranstaltungen des Bundes in Berlin GmbH, das u. a. die Internationalen Filmfestspiele (Berlinale) ausrichtet. Es stand seit 1. Januar 2006 unter der Leitung des Intendanten und Kulturphilosophen Bernd M. Scherer, der zuvor das Goethe-Institut in Mexiko-Stadt und die Zentralabteilung Künste im Münchner Goethe-Institut geleitet hatte. Zum 1. Januar 2023 hat Bonaventure Soh Bejeng Ndikung das Amt des HKW-Intendanten übernommen. Dem Intendanten steht ein international besetzter Programmbeirat zur Seite. Der Geschäftsführung der Kulturveranstaltungen des Bundes in Berlin GmbH gehören als kaufmännische Geschäftsführerin Charlotte Sieben sowie Bonaventure Soh Bejeng Ndikung, Matthias Pees und Mariette Rissenbeek an. Vorsitzende des Aufsichtsrates ist die Kulturstaatsministerin (Beauftragte der Bundesregierung für Kultur und Medien), derzeit Claudia Roth (Stand: 2023). Das HKW erhält eine Regelförderung vom Auswärtigen Amt und von der Bundesbeauftragten für Kultur und Medien.

## Geschichte

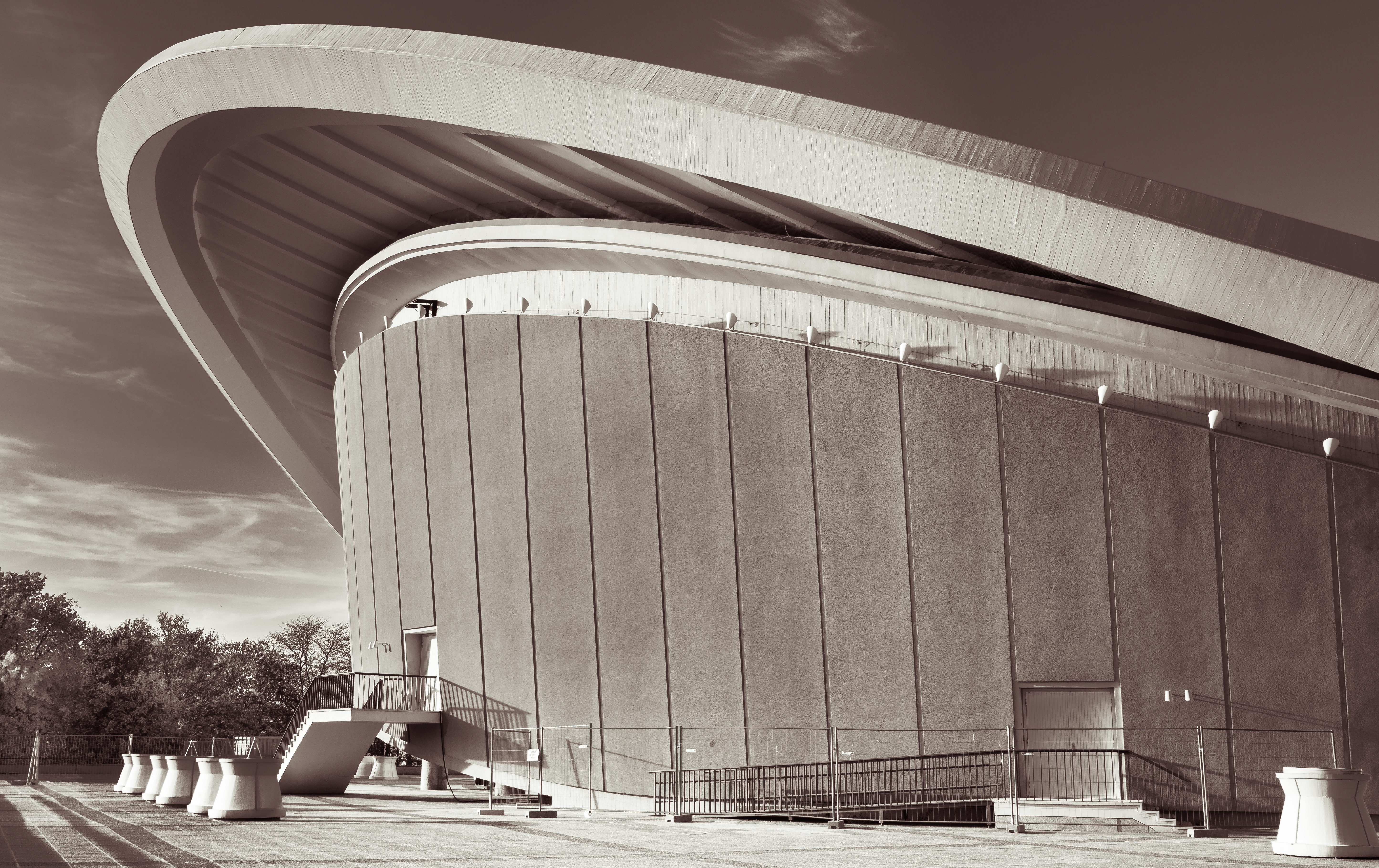
Ansicht von der Dachterrasse, 2019

Auf dem Gelände befand sich vor dem Zweiten Weltkrieg das Institut für Sexualwissenschaft von Magnus Hirschfeld. In Erinnerung daran befindet sich im Haus der Kulturen die Magnus-Hirschfeld-Bar und der Lili-Elbe-Garten.
Die Kongresshalle entstand als amerikanischer Beitrag zur Internationalen Bauausstellung Interbau 1957 und sollte die Freiheit des Gedankenaustauschs verkörpern. Neben Kulturveranstaltungen wurden auch politische und geschäftliche Tagungen abgehalten wie etwa Gewerkschaftskongresse. John F. Kennedy (1963) und Jimmy Carter (1978) hielten hier eine Rede, auch der Bundestag tagte hier mehrere Male, zuletzt am 7. April 1965. Dies verärgerte regelmäßig die DDR und die UdSSR, da sie West-Berlin nicht als Staatsgebiet der Bundesrepublik anerkannten, sodass sie an diesem Tag erstmals Militärmaschinen über West-Berlin und das Gebäude fliegen ließen. Danach verboten die West-Alliierten der Bundesregierung, weitere Sitzungen in West-Berlin abzuhalten. Am 21. Mai 1980 stürzte das südliche Außendach wegen Materialermüdung aufgrund von Bau- und Planungsmängeln ein. Der Umbau und die Sanierung dauerten von 1984 bis 1987. Am 9. Mai 1987 wurde der Bau zur 750-Jahr-Feier Berlins wiedereröffnet. 2019 wurde eine umfassende Teilinstandsetzung beendet, die den Charakter der Totalsanierung des Jahres 1987 zu erhalten versuchte.

## Programme

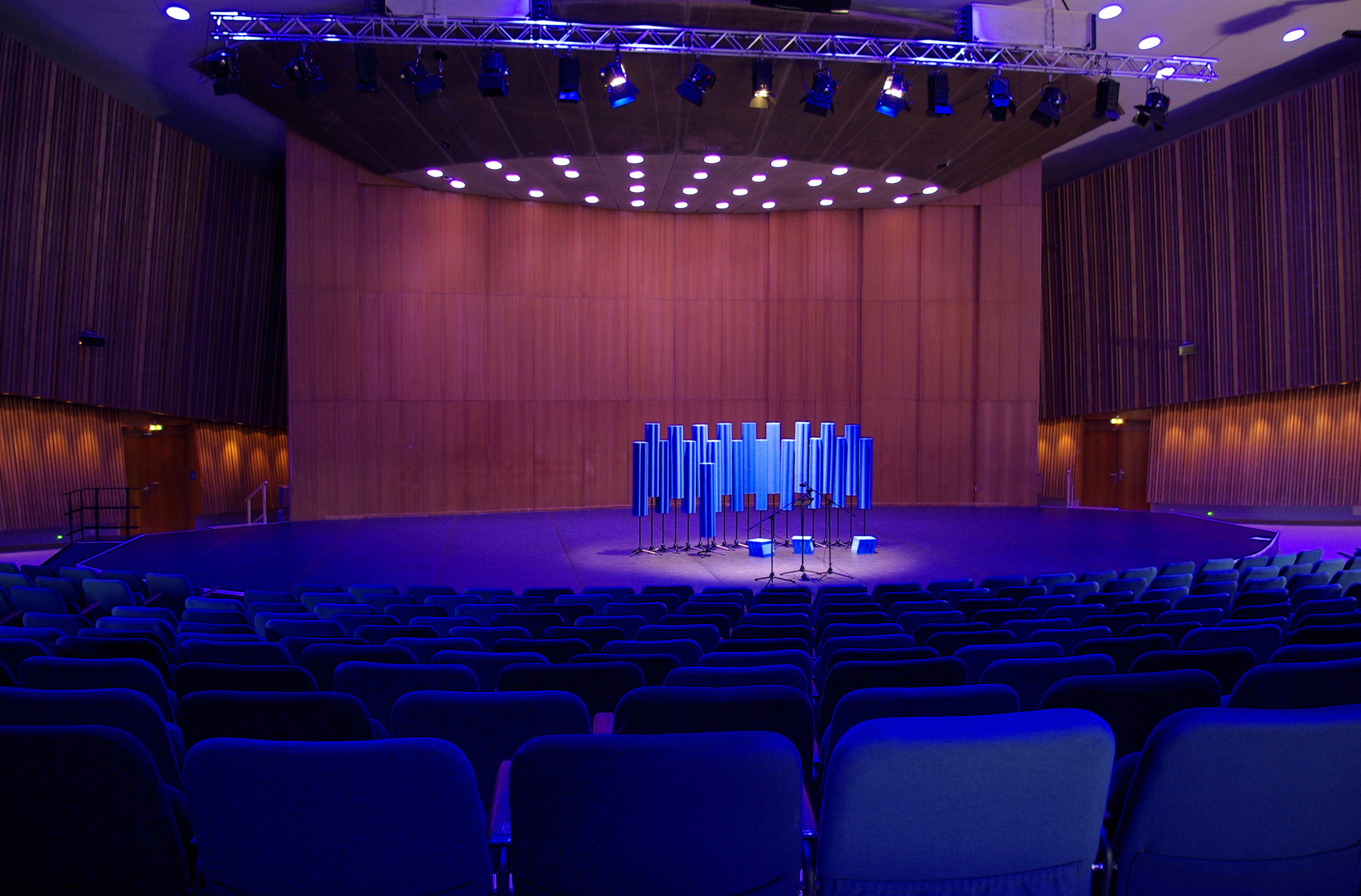
Bühne des Auditoriums, 2012

Das Haus der Kulturen der Welt gliedert sich in drei Programmbereiche:
- Literatur, Gesellschaft, Wissenschaft
- Bildende Kunst und Film
- Musik und Performing Arts

Das Haus der Kulturen der Welt richtet nicht nur eigene Veranstaltungen aus, sondern kooperiert mit nationalen und internationalen Universitäten, Museen und anderen kulturellen Einrichtungen.
Das Programm des Hauses der Kulturen der Welt ist auf die einmalige architektonische Struktur des Gebäudes ausgerichtet: Ausstellungshalle, Konzertsaal, Theater, Konferenzraum, Produktionsstätte für Wissen und Erlebnisse, Ausflugsziel, Architekturdenkmal, Akademie und eine feste Radiostation.
Von Anfang an war das Gebäude ein „Propagandabau“, so sein Architekt Hugh Stubbins, und sollte für Redefreiheit und westliche Modernität werben. Unter Modernität wurde damals abstrakte, nicht-gegenständliche Kunst, atonale Musik und moderne Architektur als International Style verstanden.
Von 1989 an sollte es dann zusätzlich zum deutsch-amerikanischen Schwerpunkt auch als Forum für nicht-westliche Kultur dienen, „eine Art Goethe-Institut mit umgekehrtem Vorzeichen.“ Viele der Verantwortlichen hatten davor an Goethe-Instituten gearbeitet und brachten nun das, was sie im Ausland gesehen hatten, nach Berlin, etwa im Programm China Avantgarde. Doch der deutsche Standpunkt wurde nicht hinterfragt.
Ab Mitte der 1990er Jahre organisierten nicht-europäische Kuratoren einen großen Teil des Programms. Nun begriff sich das Haus der Kulturen der Welt als Ort für „alle von der westlichen Kulturhegemonie an den Rand Gedrängten.“ Doch auch dieses Vorgehen, „eine Art umgekehrter Eurozentrismus“, erwies sich als problematisch.
Unter Scherers Intendanz wurde das Haus seit 2006 „von einem Forum für die postkoloniale Welt zu einem Thinktank der Zeitgenossenschaft umgebaut – und zu einer der ambitioniertesten Kulturinstitutionen Deutschlands.“ Sie „bewegt sich auf höchstem akademischem Niveau, ohne sich den akademischen Konventionen verpflichtet zu fühlen, sie zeigt Kunst, aber hat mit einem Museum nichts zu tun. Und sie kombiniert das eine mit dem anderen.“
Seit 2013 führt das Haus der Kulturen der Welt über mehrere Jahre angelegte Großprojekte jenseits der Grenzen von Fachdisziplinen mit einer Vielzahl von Formen und Medien durch: Ausstellungen, Konferenzen, Akademien, Workshops, Fotoprojekte, Installationen, Publikationen. Entstanden ist eine „Trilogie von Langzeitprojekten, die sich mit gravierenden gesellschaftlichen Transformationen beschäftigen.“ Das Anthropozän-Projekt setzte sich mit dem Erdzeitalter des Menschen und dessen Einwirkungen auf die Erde auseinander. Das auf vier Jahre angelegte Projekt 100 Jahre Gegenwart befasste sich von 2016 bis 2019 mit Veränderungen des Zeitbegriffs in einer beschleunigten Gesellschaft und historischen Utopien. Das Neue Alphabet widmet sich seit 2019 der Alphabetisierung und Digitalisierung der Welt.